# 防府駅

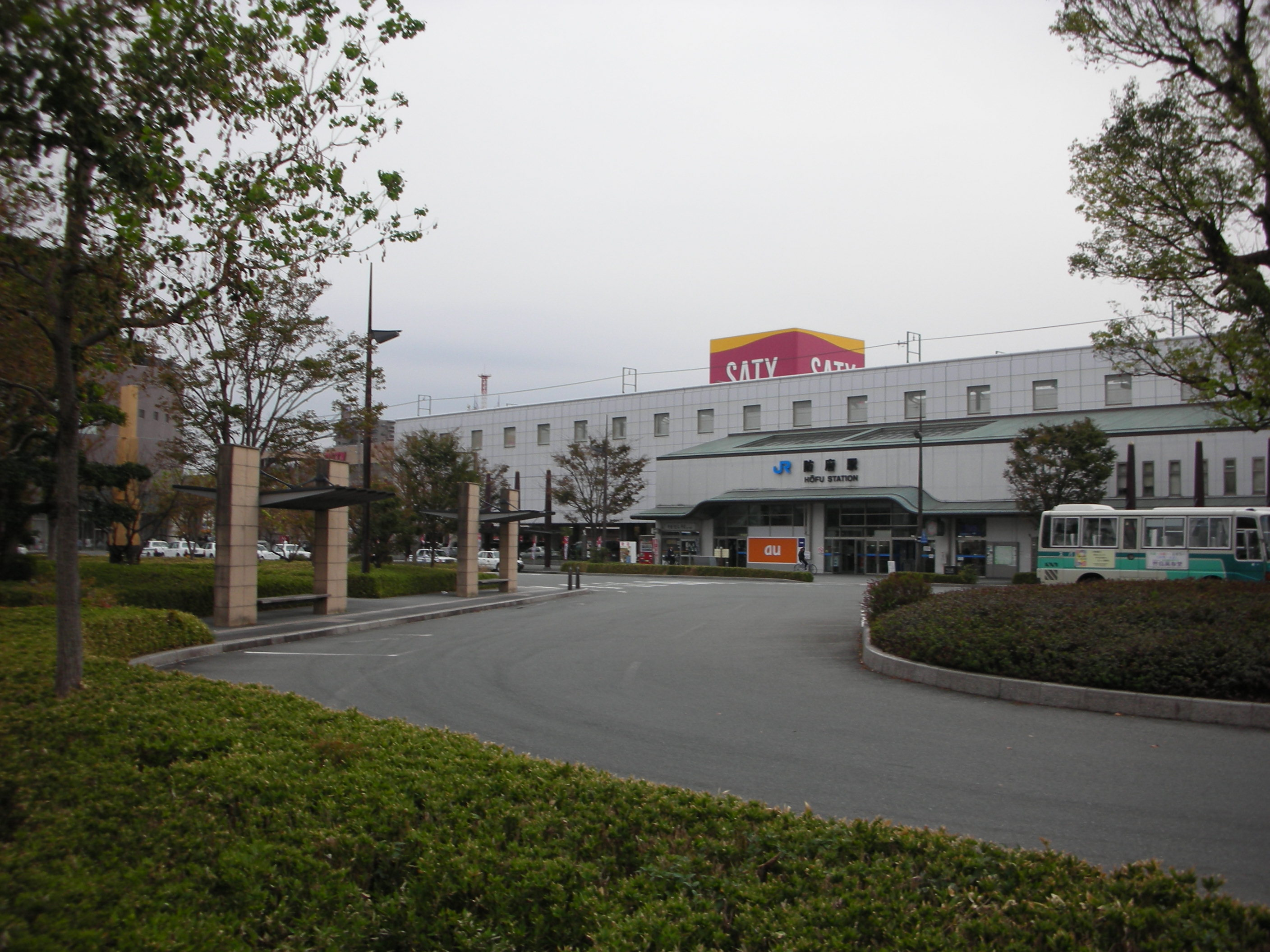
天神口（2006年11月）

防府駅（ほうふえき）は、山口県防府市戎町一丁目にある、西日本旅客鉄道（JR西日本）山陽本線の駅である。

## 歴史

### 年表
- 1898年（明治31年）3月17日：山陽鉄道が徳山駅から延伸し、その終着駅の三田尻駅（みたじりえき）として開設[2]。同時に駅構内に三田尻機関庫が設置される。
- 1899年（明治32年）5月25日：国内で初めての食堂車連結の急行列車が京都駅との間で運行開始。
- 1900年（明治33年）
  - 4月8日：国内で初めての寝台列車が神戸駅間で運行開始。
  - 12月3日：山陽鉄道が厚狭駅まで延伸。途中駅となる。
- 1906年（明治39年）12月1日：山陽鉄道の国有化により官設鉄道の駅となる[2]。
- 1909年（明治42年）10月12日：線路名称制定。山陽本線の所属となる。
- 1914年（大正3年）：当駅と山口米屋町間で乗り合い自動車営業開始。
- 1919年（大正8年）：防石鉄道が上和字駅まで開業。
- 1926年（大正15年）：富海駅から当駅まで複線化。
- 1928年（昭和3年）4月1日：三田尻機関庫閉庫、小郡駅（現新山口駅）小郡機関庫発足（現山口鉄道部車両管理室）移転。
- 1930年（昭和5年）：当駅から大道駅まで複線化。
- 1931年（昭和6年）5月31日：省営バス（旧国鉄バス・現 JRバス ）が全国で2番目の路線を山口との間に運行開始
- 1947年（昭和22年）12月3日：昭和天皇の戦後巡幸。同月5日にかけてお召し列車が発着[5]。
- 1962年（昭和37年）11月1日：防府駅（ほうふえき）に改称[2]。
- 1963年（昭和38年）：コンクリート造2階建ての駅舎に改築。
- 1964年（昭和39年）7月1日：防石鉄道廃止。
- 1965年（昭和40年）9月24日：みどりの窓口営業開始。
- 1975年（昭和50年）：防府駅付近の高架化（連続立体交差）事業調査に着手[4]。
- 1977年（昭和52年）：高架給水塔撤去。
- 1981年（昭和56年）：防府駅付近連続立体交差事業が都市計画決定[4]。
- 1986年（昭和61年）11月1日：高架化工事準備につき貨物取扱業務を新設の防府貨物駅に移管し廃止[2]。
- 1987年（昭和62年）4月1日：国鉄分割民営化により、JR西日本の駅となる[2]。
- 1993年（平成5年）10月29日：下り線が高架化され、改築した新駅で営業開始[6]。
- 1994年（平成6年）5月23日：高架駅舎落成、上り線も新駅に移る[7]。（上りエスカレーター設置）
- 2008年（平成20年）11月：駅舎西側にアイスタ防府出店。
- 2009年（平成21年）
  - 3月：エレベーター設置。
  - 3月14日: ダイヤ改正により、この日停車した下り「はやぶさ・富士」をもって、当駅に停車する定期優等列車は全廃となった。
- 2022年（令和4年）
  - 4月13日：この日をもってみどりの窓口の営業を終了[8]。
  - 4月14日：みどりの券売機プラス稼働開始[8]。
- 2023年（令和5年）4月1日：ICカード「ICOCA」の利用が可能となる[9][10]。

### 鉄道唱歌
1900年（明治33年）に大和田建樹が作詞した鉄道唱歌第2集（山陽・九州篇）25番の歌詞は、三田尻駅を題材にしている。
出船入船たえまなき 商業繁華の三田尻は 山陽線路のをはり（終わり）にて 馬關に延ばす汽車のみち
当時は馬関駅（現在の下関駅）開業前 で、三田尻駅が山陽鉄道の終点駅だった。この後鉄道唱歌では、徳山駅まで一旦戻って海路で門司へ行き、そこから九州鉄道線に入っていった。

## 駅構造
島式ホーム1面2線を有する高架駅である。分岐器や絶対信号機を有さないため、停留所に分類される。駅構内にはみどりの券売機プラスが設置されている。2009年3月には改札口からホームへのエレベーターが設置された。南北2ヶ所ある駅出口にはそれぞれ愛称があり、北口は防府天満宮にちなんで「てんじんぐち」、南口は三田尻中関港にちなんで「みなとぐち」と名付けられている。
高架化以前は貨物設備も備えた2面4線（中線はホームなし）の地上駅であり、国鉄時代は防府保線区（後の徳山施設管理室）等の鉄道関連機関も設置され、当駅を始発・終着とする列車も運行されていた。開設時の当駅は当時の三田尻地区市街地の南端に位置し、駅出口も市街地側である北側にのみ設けられたが、1982年（昭和57年）に市南部の塩田跡地へ東洋工業（後のマツダ）防府工場が進出すると駅南側の市街化が急速に進展し、鉄道による市街地分断や貨車入換に伴う開かずの踏切問題など、南北市街地の一体的発展に支障が生じていた。
これらの問題を解消するため、1975年（昭和50年）に防府駅付近の高架化（連続立体交差）事業調査に着手。1981年（昭和56年）に防府駅付近連続立体交差事業として都市計画決定され、南北に通り抜け出来るコンコースを備えた高架駅として再整備された。当初の都市計画決定では旅客駅設備として2面3線（島式の1番・2番線、単式の3番線）のホームを計画していたが、計画決定後の2度にわたるダイヤ改正（1982年11月改正、1984年2月改正）により1日の列車本数が29本減少し、待避設備が不要になったことから島式1面2線へと規模が縮小された。この変更により駅中心部の高架幅が狭くったため、高架北側（てんじんぐち側）1階に8.75メートルの張り出し部を設けて駅舎としている。
また、高架化に合わせて貨物取扱業務は駅東側へ新たに建設された防府貨物駅（後の防府貨物オフレールステーション）に移管し、廃止された。貨物営業を行っていた頃には駅南側に貨物ホームが設置され、カネボウ防府工場（閉鎖後にイオンタウン防府が進出）、専売公社（日本たばこ産業）防府工場、協和醗酵工業（後の協和発酵キリン）防府工場へと続く専用線が当駅の貨物取扱量の6割超を占めていた。高架化に際し、前述の1984年2月ダイヤ改正で専用線からの全方位輸送が難しくなったことや、高架での専用線再整備には17億円を要し事業採算性に問題があることから、貨物は新たに設ける貨物駅での駅頭扱いとし専用線は廃止された。

### のりば
| のりば | 路線      | 方向 | 行先             |
| ------ | --------- | ---- | ---------------- |
| 1      | ■山陽本線 | 上り | 徳山・広島方面   |
| 2      | ■山陽本線 | 下り | 新山口・下関方面 |

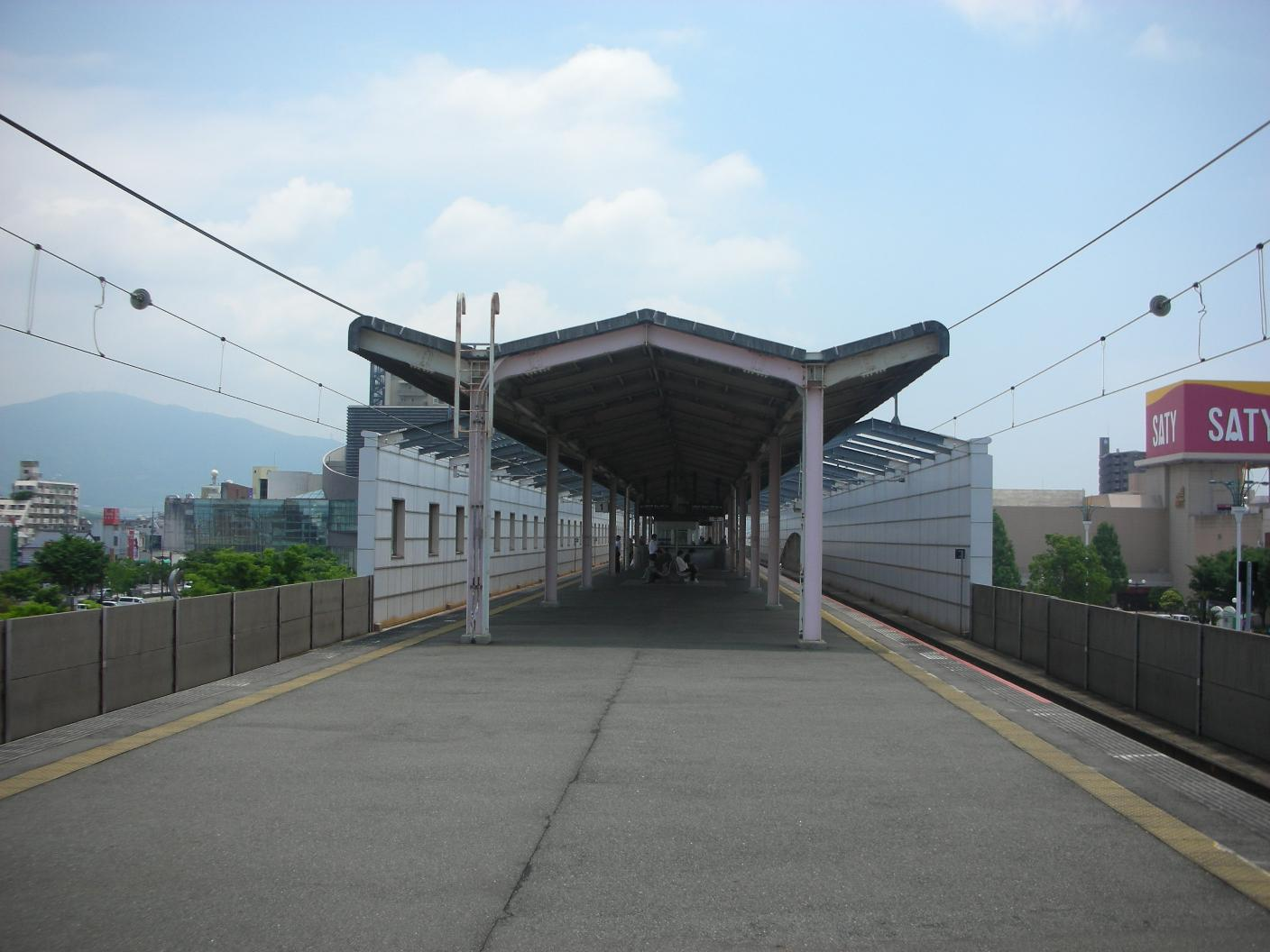
構内（左側が1番のりば、右側が2番のりば）
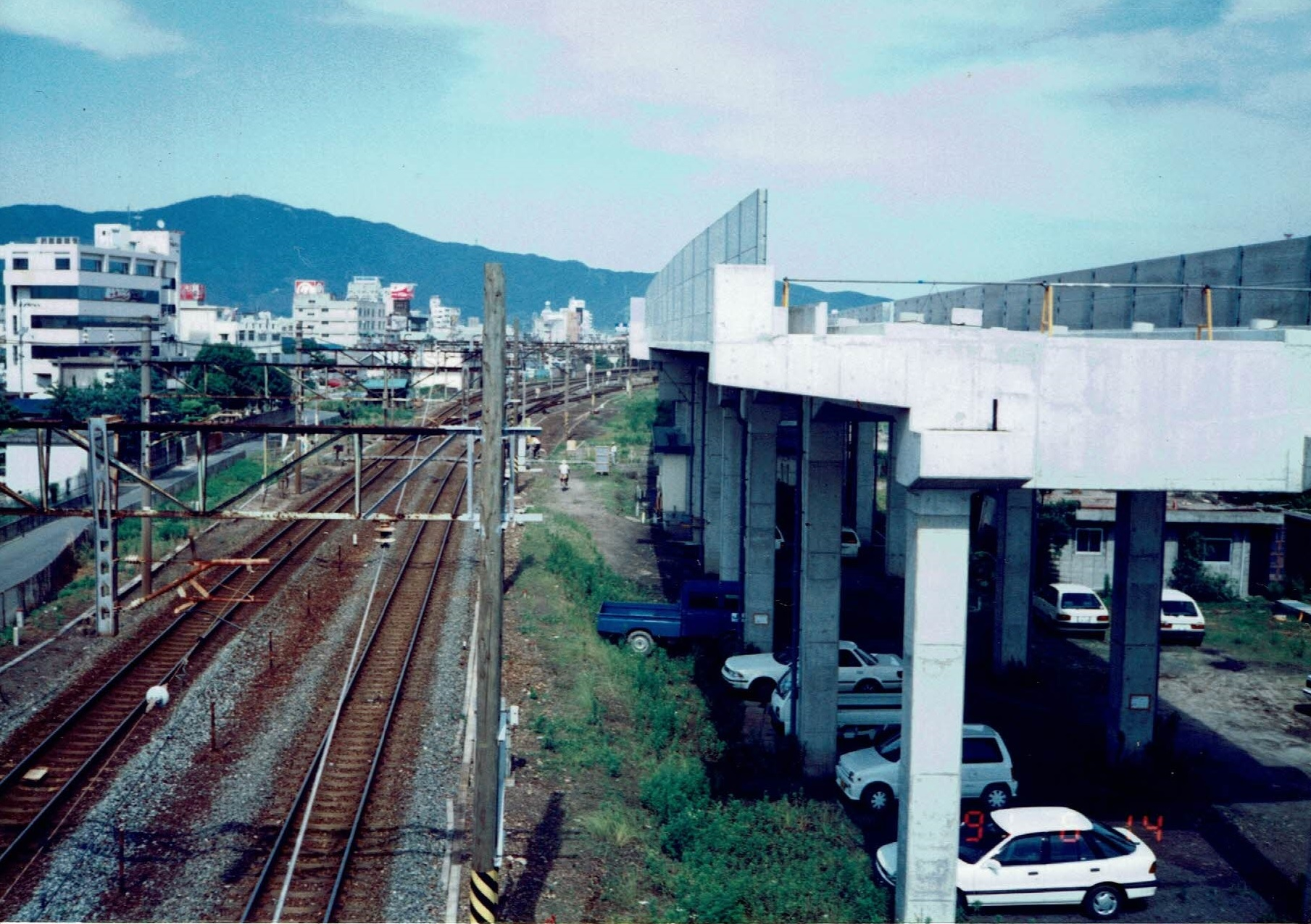
1991年下関方から高架工事中の駅構内（手前左側の上り線を一部残して防石鉄道のSLが保存されている）
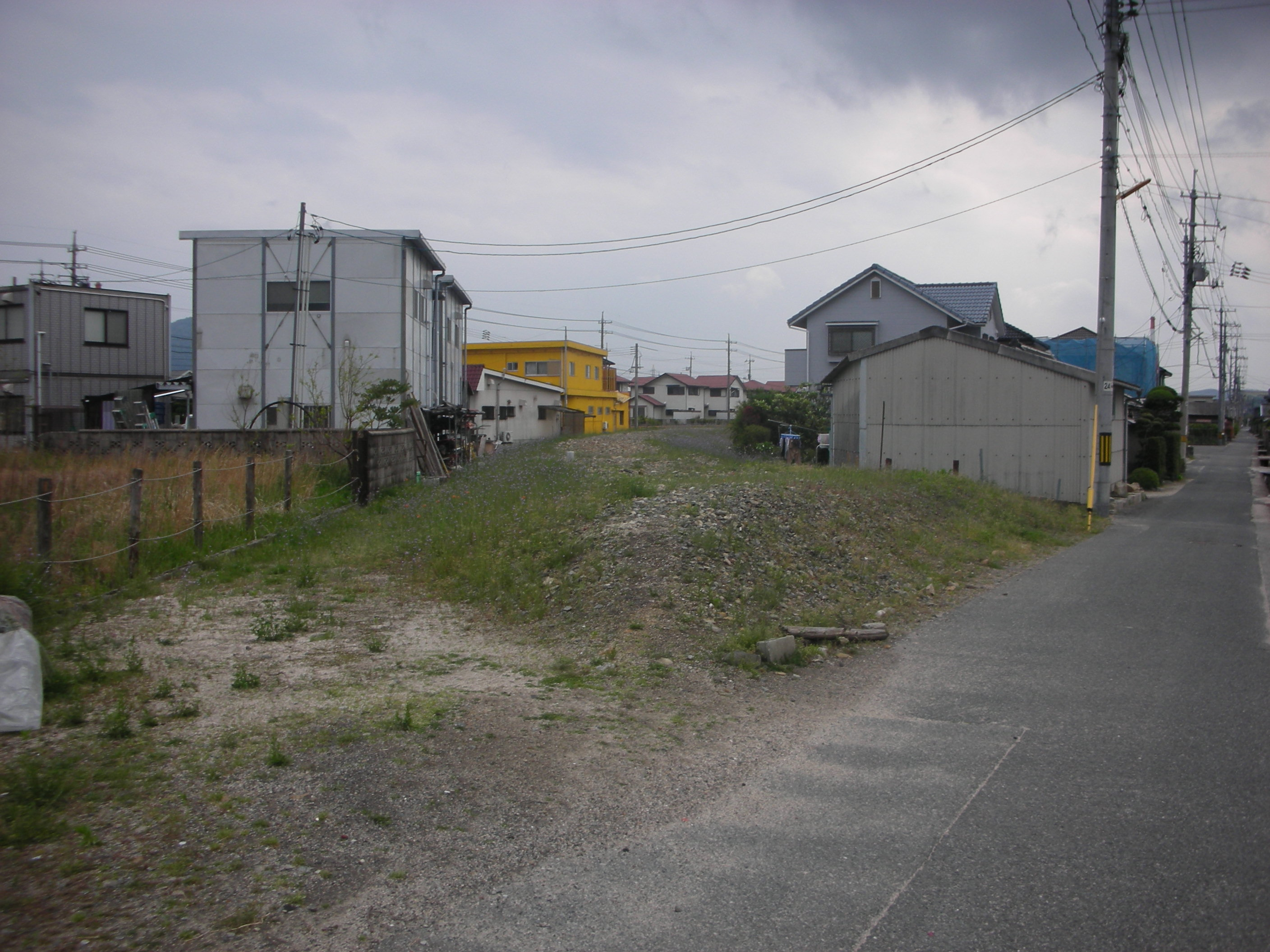
専用線の跡（2007年5月）

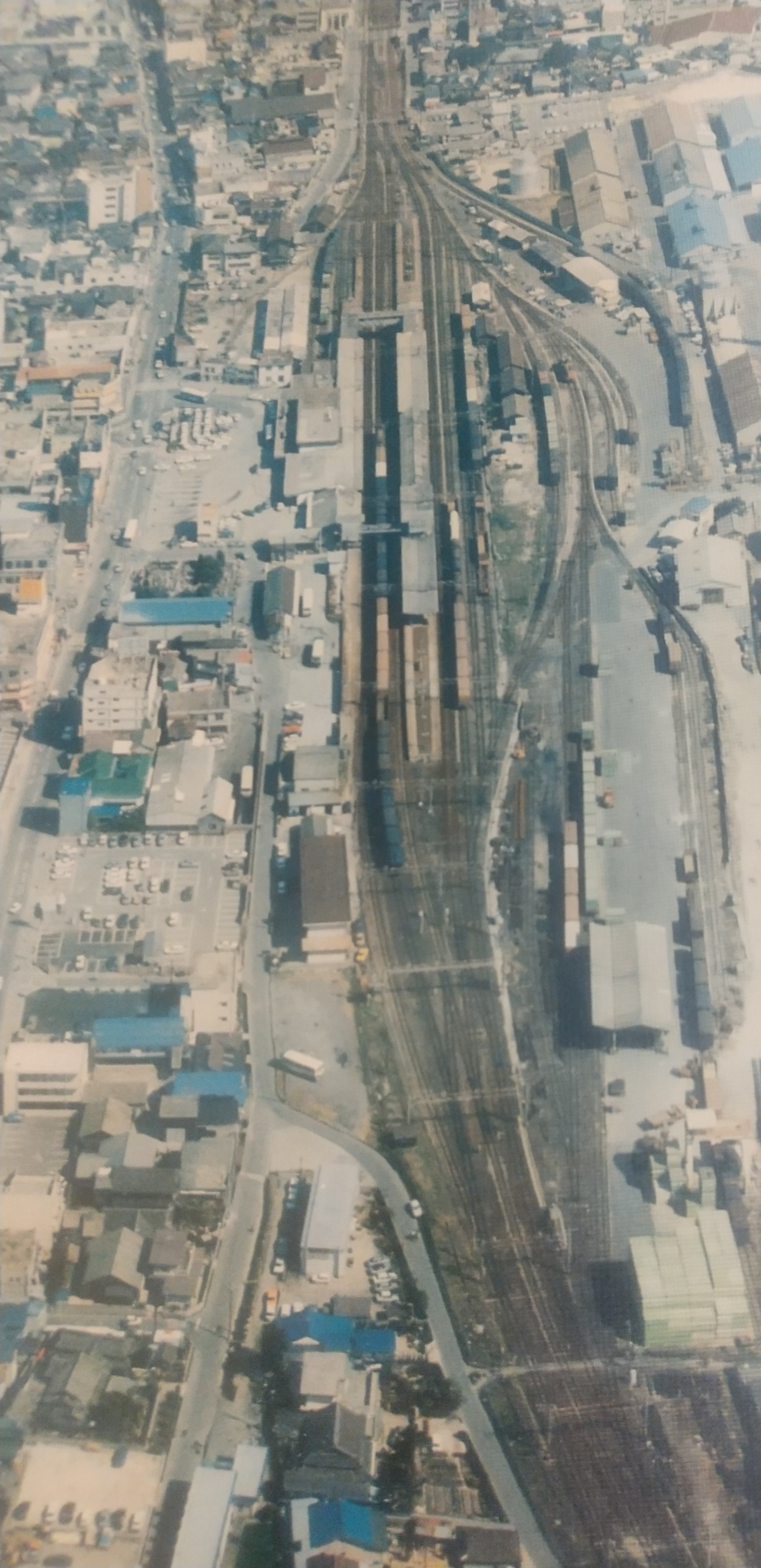
高架化前（1978年頃）の防府駅構内（門司方より神戸方を望む）
〇駅ロータリーの神戸側（画像左手上側）の貨物上屋の上側の詰所群が防府保線区（当時は光 - 四辻駅を管轄）
〇駅ロータリーの門司側（画像左手）1番ホームの隣、茶色の屋根が防石鉄道の駅舎とホーム（この時点でバス乗り場として存在）、防石鉄道駅舎の左手の青い屋根が国鉄物資部ストア、道路を挟んで反対に丸久防府駅前店
〇神戸側（画像上側）に3線延びる右手の線路が、カネボウ、協和発酵、専売公社等の工場へ企業引込線
〇駅南側（画像右手中央上）宝酒造防府工場
〇駅南門司側（画像右手下側）にコンテナ貨物駅
〇門司側（画像下側）に向かう3線のうち右手の側線は下り引上線。
〇貨物駅移転までは、貨物入替用に厚狭機関区のディーゼル機関車が常駐していた。
昭和初期までは島式ホームに面した側線3線の右側にある詰所周囲にレンガ造り4線の三田尻機関庫や転車台が存在し、1977年までは詰所の門司側、側線に挟まれた箇所に三田尻機関庫設置時代からの高架給水塔が存在した。
現在の高架駅舎は島式ホーム右手の側線部に存在し、地上駅舎時代のホームはてんじんぐちのロータリーの一部に、旧機関庫周辺にみなとぐちロータリー、保線区の周囲に防府地域交流センターのアスピラート、宝酒造防府工場の場所がイオン防府店となっている。

## 駅弁
防府駅高架化工事に伴い「木村寿軒」が一旦休業後、1階コンコースへ店舗を移設し再開した。現在は閉店し、菓子店（山陰堂）になっている。

## 利用状況
1日平均乗車人員は以下の通り。
| 乗車人員推移 | 乗車人員推移 |
| 年度         | 1日平均人数  |
| ------------ | ------------ |
| 1999         | 4,411        |
| 2000         | 4,318        |
| 2001         | 4,281        |
| 2002         | 4,227        |
| 2003         | 4,225        |
| 2004         | 4,306        |
| 2005         | 4,292        |
| 2006         | 4,182        |
| 2007         | 4,163        |
| 2008         | 4,133        |
| 2009         | 4,019        |
| 2010         | 4,004        |
| 2011         | 4,076        |
| 2012         | 4,073        |
| 2013         | 4,190        |
| 2014         | 3,976        |
| 2015         | 4,139        |
| 2016         | 4,160        |
| 2017         | 4,258        |
| 2018         | 4,370        |
| 2019         | 4,292        |
| 2020         | 3,463        |
| 2021         | 3,345        |
| 2022         | 3,560        |

## 駅周辺
元々の出入口のあったてんじんぐち周辺が古くからの市街地であるが、連続立体交差事業に併せたみなとぐち西側の区画整理が完了し、開発が進んでいる。

### てんじんぐち周辺

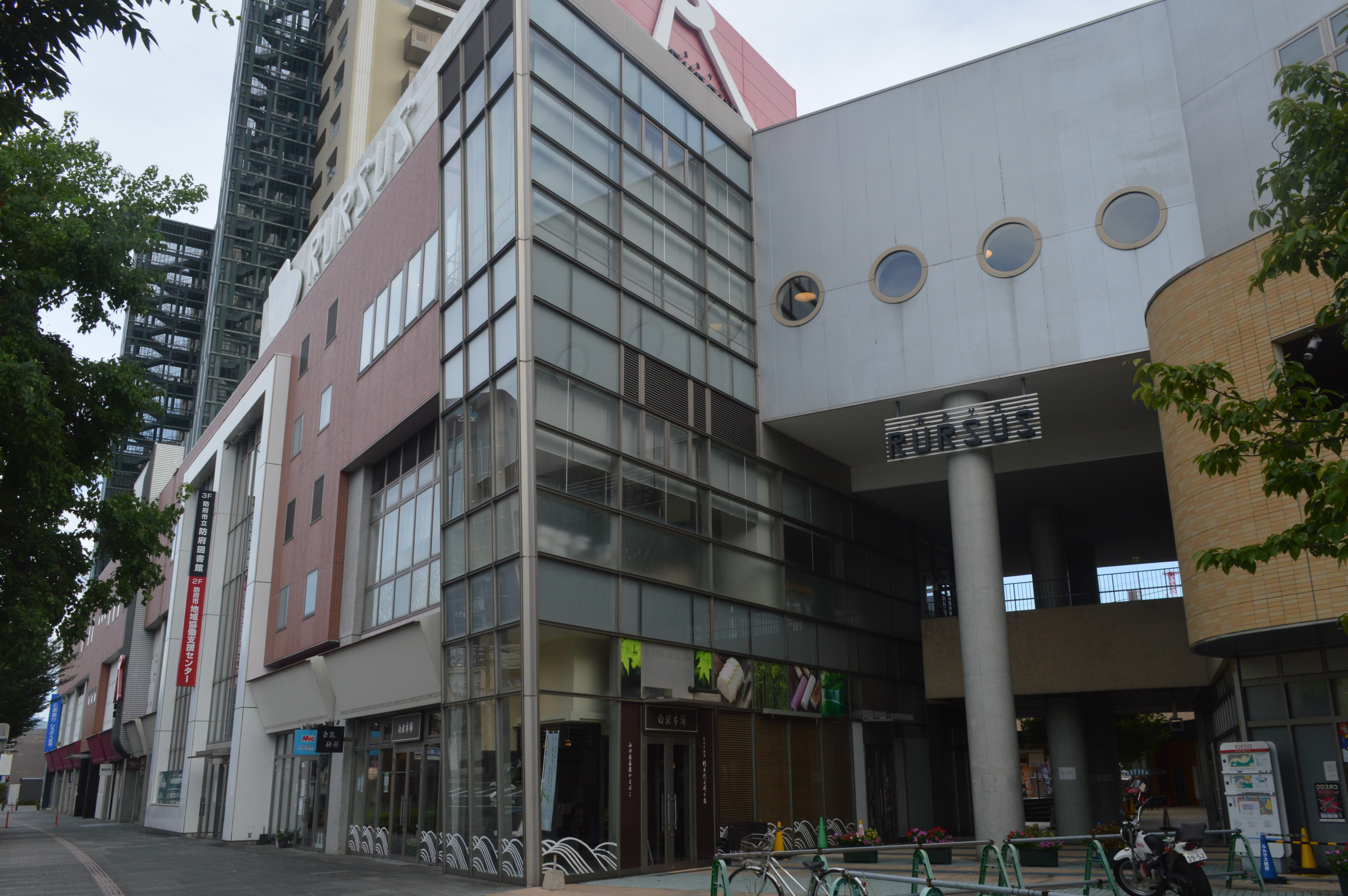
ルルサス防府

駅前から北に向かって山口県道54号防府停車場線が延びる。
- 三井住友信託銀行山口防府支店
- 中国労働金庫防府支店
- もみじ銀行防府支店
- 東山口信用金庫防府駅前支店
- 防府市地域交流センター（アスピラート）
- ルルサス防府
  - 広島銀行防府支店
  - 防府市立防府図書館
- 防府駅前郵便局
- 防府郵便局
- 鉄道記念広場（防石鉄道で使用された、蒸機1両客車2両がそのまま保管されている）[1]
- 防府天満宮（日本三大天神）
- ゆめタウン防府
- アルク防府店
- 防府市公会堂
- 周防国分寺
- スーパーホテル防府駅前
- アパホテル〈山口防府〉

### みなとぐち周辺
- アイスタ防府
- イオン防府店（1999年3月までは防府ニチイ=防府ぱる、2011年3月までは防府サティ）
  - イオンシネマ防府
- ホテルルートイン防府駅前
- 山口銀行防府支店
- 西京銀行防府支店
- YIC看護福祉専門学校
- 山口県立防府商工高等学校
- 山口県立防府高等学校
- 防府看護専門学校
- 誠英高等学校
- 桑山公園
- 山口県防府総合庁舎
- 防府市役所
- 防府警察署
- イオンタウン防府
- 三田尻中関港（重要港湾）

## バス路線
てんじんぐちに4面、みなとぐちに3面の7面のバスターミナルを有する（乗り場番号は両ターミナルで通し番号となっている）。バス発券窓口は駅舎には無いが、防長交通案内所がてんじんぐち近くにある。
防長交通の防府市内線の拠点となっている他、中国JRバス（防長線）も乗りれる。

### てんじんぐち乗り場
1番のりば - 4番のりば。
1番のりば（JRバス中国・防長交通）
- 山口駅・湯田温泉・山口大学・萩バスセンター方面

2番のりば
- 坂本団地 - 阿弥陀寺方面、毛利本邸 - 大平山ロープウェイ方面、
- 中山 - 堀方面、和字 - 堀方面

3番のりば
- 県立総合医療センター - 自由ケ丘方面/落合方面、
- （西高 - ）大道駅 - 秋穂方面
- 新山口駅方面

4番のりば　
- 富海・円通寺 - 戸田駅 - 徳山駅方面
- 緑町 - 国衙車庫方面
- 高速バス
  - 東京行「萩エクスプレス」（防長交通）
  - 広島行（防長交通）
  - 福岡行「福岡・防府・周南ライナー」（防長交通・JR九州バス）

### みなとぐち乗り場
5番のりば - 7番のりば。全て防長交通が使用。
5番のりば
- 堀口通 - 中浦方面、市役所 - 中浦方面
- 堀口通 - 鶴浜工業団地

6番のりば
- 市役所 - 四辻・西浦小茅方面
- 堀口通 - 小田港方面/三田尻港方面

7番のりば
- シャトルバス（イオンタウン防府方面、防府競輪場・徳山競艇場行き）

## 隣の駅
西日本旅客鉄道（JR西日本）
■山陽本線
富海駅 - 防府駅 - 大道駅

### かつて存在した路線
防石鉄道
防石鉄道線
防府駅 - 周防宮市駅